# Мескер-Юрт

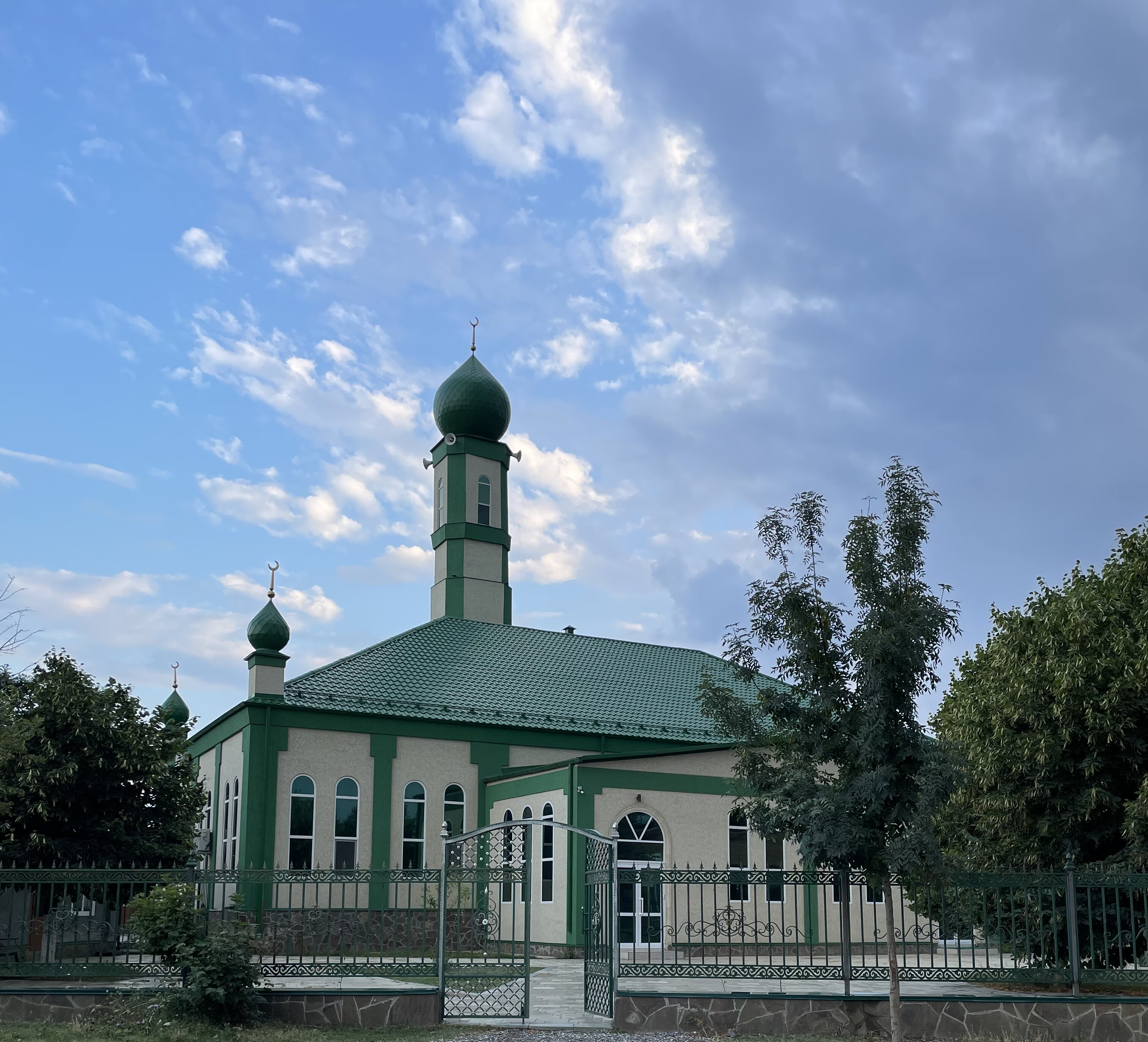
Мескер-Юрт. Мечеть

Мескер-Юрт (чечен. Мескар-Эвла) — село в Шалинском районе Чеченской Республики. Административный центр Мескер-Юртовского сельского поселения.

## География
Село расположено по обоим берегам реки Джалка, напротив города Аргун, в 8 км к северу от районного центра — Шали и в 16 км к юго-востоку от города Грозный.
Ближайшие населённые пункты: на северо-западе — город Аргун, на северо-востоке — село Джалка, на юге — село Герменчук, на западе — село Бердыкель, на востоке — село Цоци-Юрт.
Преобладает умеренно-континентальный климат. Мескер-Юртовское сельское поселение образовано одним населённым пунктом — селом Мескер-Юрт. Административный центр расположен в центральной части села. Объекты социально-бытового назначения в центре села и по его главным улицам вдоль дорог. Территория Мескер-Юртовского сельского поселения находится в крайнем северном конце Шалинского района. Река Джалка делит территорию поселения на две части: большую — западную, и менышую — восточную.

## Реки
Джалка (чечен. Жалкх, в верхнем течении Басс) — река в Чеченской Республике, правый приток реки Сунжи. Протекает по территории Шалинского и Гудермесского районов.
Длина реки 77 км, площадь водосборного бассейна 550 км². Через реку проходит железнодорожный мост, дорога по которому ведёт в город Гудермес.
Населённые пункты на реке: Шали, Герменчук, Мескер-Юрт и Джалка.

## История

### В древности
В 1966 году Северокавказская археологическая экспедиция Института археологии АН СССР провела исследования в равнинной Чечне. В 2 километрах к западу от села была обнаружена цепь из 12 крупных курганов. Один из курганов был поврежден в результате нивелировки колхозного поля, когда его насыпь срезали бульдозером. На уровне материка выявились истлевшие деревянные брёвна, которые напоминали конструкцию квадратного деревянного сруба. В центре этого сооружения находился женский скелет, расположенный вытянуто на спине с северной ориентацией головы. Правая рука была согнута, а кисть лежала на паху. У локтя левой руки стояли остатки двух сосудов, разрушенных при земляных работах. Один из них представлял собой гончарный одноручный кувшин желто-серого оттенка, а второй — серо-глиняную курильницу. Обряд захоронения и характеристики найденной посуды позволили археологам датировать погребение сарматским периодом (I-II века н.э.). Захоронение не принадлежало главному усыпальничному комплексу и не было связано с деревянным сооружением — его классифицировали как впускное.
При дальнейшем изучении территории вокруг этого захоронения были найдены разрозненные человеческие кости, многочисленные кости лошади, а также фрагментированный лепной сосуд с округлым туловом и высоким цилиндрическим горлом, расширяющимся к венчику. Кроме того, был обнаружен бронзовый втульчатый наконечник стрелы с тремя ребрами. Все перечисленные находки, включая формы сосудов, наличие деревянных конструкций, останков коня и таких элементов как реальгар, позволили датировать подкурганное погребение VI-V веками до н.э., что делает этот памятник уникальным источником для изучения древних погребальных традиций региона.

### XIX—XX века
В 1874 году Мескер-Юрт входил в состав Аргунского участка Грозненского округа Терской области. В селе проживало 1362 человека в 282 дворах, и имелось две мечети.
В 1944 по 1958 год, после выселения чеченцев и упразднения Чечено-Ингушской АССР, селение Мескер-Юрт было переименовано в Рубежное и заселено выходцами из соседнего Дагестана.
После восстановления Чечено-Ингушской АССР, в 1958 году населённому пункту было возвращено его прежнее название, а выходцы из Дагестана переселены обратно.

### Новое время
В ходе второй чеченской войны село также было местом ожесточённых боев. С 2000 года село Мескер-юрт активно развивается. Строятся новые жилые дома, спортивные объекты.

## Население
| 1979    | 1990    | 2002    | 2010    | 2012    | 2013    | 2014    |
| ------- | ------- | ------- | ------- | ------- | ------- | ------- |
| 5182    | ↗6605   | ↗11 123 | ↘10 368 | ↗10 663 | ↗10 843 | ↗11 057 |
| 2015    | 2016    | 2017    | 2018    | 2019    | 2020    | 2021    |
| ↗11 362 | ↗11 599 | ↗11 764 | ↗11 917 | ↗12 077 | ↗12 224 | ↗12 623 |
| 2023    | 2024    |         |         |         |         |         |
| ↗12 883 | ↗13 133 |         |         |         |         |         |

Национальный состав
По данным Всероссийской переписи населения 2010 года:
| Народ   | Численность, чел. | Доля от всего населения, % |
| ------- | ----------------- | -------------------------- |
| чеченцы | 12661             | 99,81 %                    |
| Кумыки  | 7                 | 0,06 %                     |
| Русские | 16                | 0,13 %                     |
| Итого   | 12684             | 100 %                      |

## Образование
- МБОУ ООШ с. Мескер-Юрт Шалинского муницип р-на 89287860062, 2012002849 ул. А-Х.Кадырова д.119
- МБОУ СОШ с. Мескер-Юрт Шалинского муницип р-на 89280197961, 2012002976 ул. А-Х.Кадырова д.4а
- МБОУ СОШ № 2 им. У. М. Даутмерзаева с. Мескер-Юрт Шалинского муницип р-на, ул. Выборная, д 11 (27)
- МБОУ СОШ Терра Нова им. Ш.Дудагова с. Мескер-Юрт Шалинского муницип р-на 8963988743 ул. Кунты-Хаджи д.1а
- МБДОУ Детский сад «Солнышко» с. Мескер-Юрт Шалинского муницип р-на ул. Железнодорожная
- МБДОУ Детский сад «Шовда» с. Мескер-Юрт Шалинского муницип р-на ул. Баширова д.1а

### Библиотеки
- Филиал в СОШ Терра Нова им. Ш.Дудагова

### Спортивные учреждения
- Спорткомплекс

## Тайпы
Тейповый состав села:
- Цонтарой
- Ширдий
- Эрсной
- Чартой
- Гуной
- Мескрой
- Беной
- Чермой
- Аьккхий
- и другие.

## Известные уроженцы
- Яшуев Ислам Хусейнович — дзюдоист, чемпион России, мастер спорта России.